# Arafura-tenger
Az Arafura-tenger a Csendes-óceán egyik, 7 000 000 km² területű peremtengere. Keleten a Torres-szoros választja el a Korall-tengertől, északon Új-Guinea szigete, nyugaton a Timor-tenger és a Banda-tenger, délen Ausztrália határolja.

## Leírása
Mélysége többnyire 50–80 m, nyugat felé növekszik. Legnagyobb mélysége 200 m. Az Arafura-self a Szahul-self része.
Mivel sekély trópusi tenger, vizei trópusi ciklonok kiindulópontjai.

## Története
A fiatal tengerek egyikeként az utolsó eljegesedés után jött létre, amikor az óceánok vízszintje a kontinentális jégpajzsok kiolvadása miatt 120 métert emelkedett. Amíg az utolsó jégkorszaki maximum idején alacsony volt a tengerszint, az Arafura self, a Carpentaria-öböl és a Korall-tenger a Szahul kontinens részeként egy nagy, lapos szárazföldi híd volt, amely összekötötte Ausztráliát és Új-Guineát.
A jégkorszaki Szunda-félsziget és a Szahul közötti szigetsoron átkelő emberek népesítették be a mai Ausztráliát és Új-Guineát.

## Határos országok
A tenger partján négy ország fekszik:
- Ausztrália
- Pápua Új-Guinea
- Indonézia

- Kelet-Timor